# Dibrachionostylus
Dibrachionostylus (лат.) — монотипный род двудольных растений семейства Мареновые (Rubiaceae), включающий вид Dibrachionostylus kaessneri (S.Moore) Bremek.. Первоначально описанный Спенсером Ле Марчантом Муром в составе рода Oldenlandia (под названием Oldenlandia kaessneri) вид выделен в отдельный род голландским ботаником Корнелисом Элизой Бертусом Бремекампом в 1952 году.

## Распространение и среда обитания
Единственный вид является эндемиком Кении.

## Ботаническое описание
Хамефиты. Травянистые растения высотой 15—40 см.
Листья размером 1,5—5,4×0,2—0,8 см, обычно остроконечные, неопушённые.
Лепестки беловатого, лилового и сиреневого цвета.
Плод — коробочка. Семена желтовато-коричневые. Вид Dibrachionostylus kaessneri был выделен из Oldenlandia в связи с различиями в строении плода-коробочки. К. Э. Б. Бремекамп сближает единственного представителя Dibrachionostylus с родом Agathisanthemum.
Число хромосом — n=9.